# SDSS J121001.96+030739.2
SDSS J121001.96+030739.2 ist ein L-Zwerg im Sternbild Jungfrau. Er wurde 2004 von Gillian R. Knapp et al. entdeckt und hat ungefähr Spektralklasse L4.5.